# Déminage humanitaire
Pour un article plus général, voir Déminage.

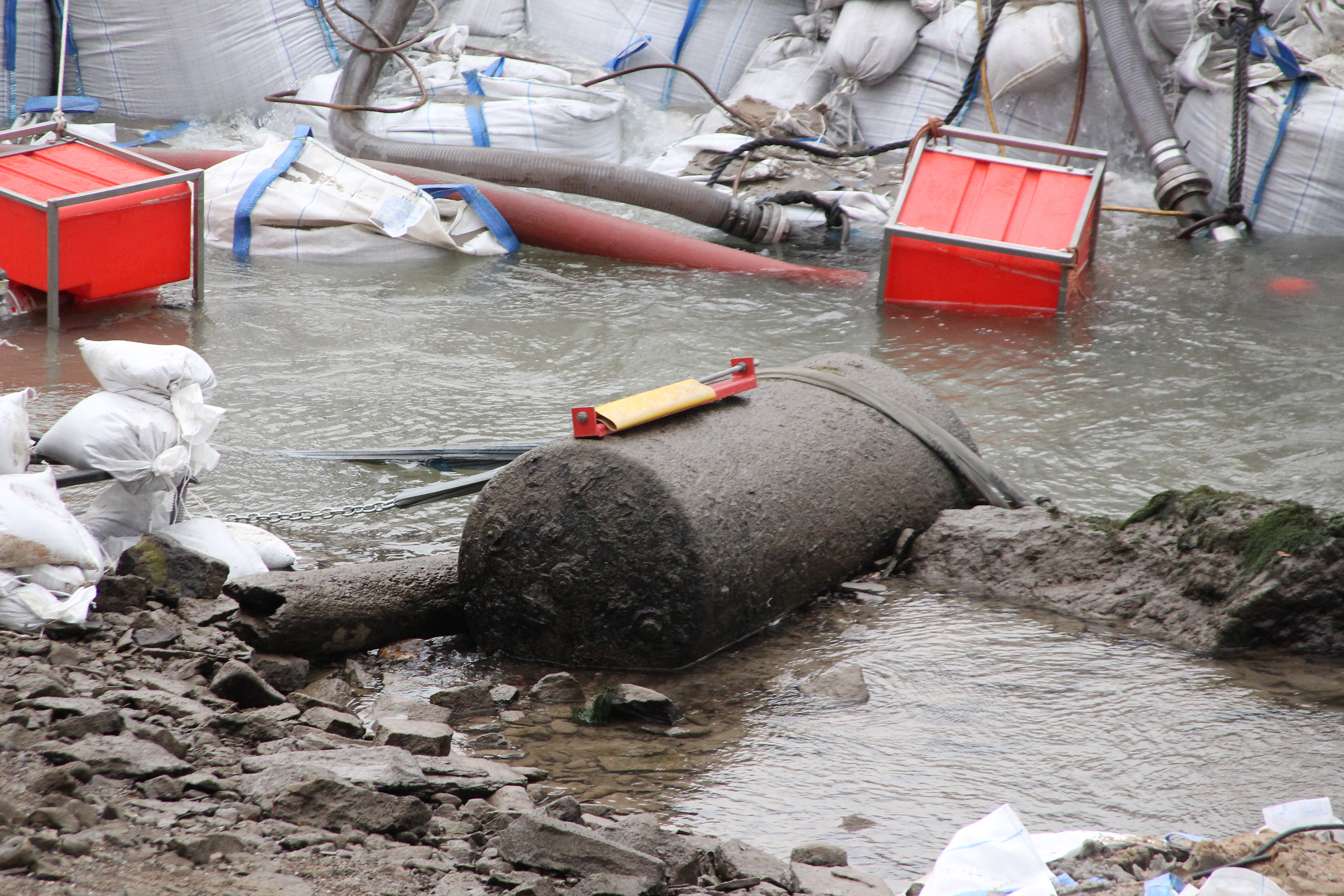
Des décennies après leur largage, les bombes restent dangereuses. Ici en 2011, les démineurs s'apprêtent à détruire in situ une bombe anglaise de 1.8 tonne, opération qui a justifié l'évacuation provisoire des habitants de Coblence.

Le déminage humanitaire vise à éliminer toutes les mines et munitions non-explosées afin que la population civile puisse utiliser ces terrains ensuite sans danger. 
Le déminage humanitaire est la composante la plus importante de la lutte antimines et couvre un large éventail d'activités telles que les enquêtes techniques, le marquage des zones suspectes, la destruction des mines ou munitions non-explosées, et la remise des terrains déminés. Le déminage technique fait donc partie d'un processus plus complet de déminage humanitaire.
Le déminage humanitaire est codifié et règlementé par les Normes Internationales de Lutte contre les Mines (en anglais : International Mine Action Standards - IMAS) rédigés par le Centre international de déminage humanitaire - Genève (CIDHG) pour le compte des Nations unies. Le déminage humanitaire est traditionnellement séparé en cinq piliers d'activités: déminage de territoires, sensibilisation aux risques des mines, assistance aux victimes, Plaidoyers et, finalement, destruction de stocks. 

## Distinction
Le déminage humanitaire se distingue du déminage militaire qui a pour but de se frayer un chemin, de rendre un terrain utile à des fins militaires. L'accent est mis sur la rapidité, et le déminage complet d'un terrain n'est normalement pas une fin en soi[réf. souhaitée].

## Victimes
Le nombre de morts et de blessés causés par l'explosion de mines terrestres et d'autres engins explosifs hors zones de conflits a diminué pour passer de 26 000 par an en 2003 à un peu plus de 3 000 en 2007.

## Intervenants
Les gouvernements sont les principaux fournisseurs de l'aide financière dans le déminage humanitaire. Ainsi depuis 1993 à 2007, les États-Unis ont fourni plus de 1,2 milliard de dollars américain à une cinquantaine de pays où il existe encore des mines terrestres et des engins explosifs à la suite d'un conflit armé soit environ la moitié du budget mondial consacrée à cette activité.
Au niveau international, on compte entre autres le Service de l'action antimines des Nations unies ((en) United Nations Mine Action Service, UNMAS) crée en 1997 et dépendant du Département des opérations de maintien de la paix et le Fonds international d'affectation spéciale pour le déminage humanitaire situé en Slovénie. 
Il existe plusieurs organisations non-gouvernementales spécialisées dans le déminage humanitaire, dont Halo Trust, Mines Advisory Group, Fondation suisse de déminage (FSD), HAMAP (Halte Aux Mines Anti Personnel), Norwegian People's Aid et d'autres. Cela dit, des opérations de déminage sont aussi menées par des opérateurs commerciaux.

### Intervenants français
Le Centre National de Déminage Humanitaire (CNDH) de l'école du Génie (militaire) d'Angers a traduit en français les Normes Internationales de Lutte contre les Mines.
Depuis plusieurs années, le CNDH, prend en charge la formation au déminage humanitaire des militaires français, l'éducation aux risques des populations rencontrées sur les différents théâtres, et la communication des savoir-faire de l'école du Génie en matière de lutte antimine et restes explosifs de guerre (REG).
En 2009, une association le Centre National de Déminage et de Développement Humanitaire d'Angers (CNDH-A) a été créée avec le soutien de l'école du Génie pour assurer les mêmes missions que le CNDH (formation, éducation aux risques et communication) mais en direction du monde civil. Autre objectif avoué de l'association [CNDH-A], devenir le point d'entrée francophone de l'action contre les mines.
Par ailleurs un Centre de perfectionnement aux actions post-conflictuelles de déminage et de dépollution (CPADD) a été créé en 2002 au Bénin en Afrique pour apporter conseil et assistance aux pays africains touchés par le problème des mines terrestres et munitions non explosées, en proposant des formations répondant aux besoins des programmes de déminage humanitaire et des opérations de maintien de la paix engagés sur le continent africain.

### Intervenants suisses
Au niveau privé, la Fondation suisse de déminage (FSD), qui en 2005 employait 10 collaborateurs au sein de son siège à Genève, 60 experts internationaux et 500 démineurs nationaux sur le terrain, a mené des opérations de déminage dans une trentaine de pays. En 2021, elle mène des actions de déminage dans huit pays.
Au niveau publique, l’Armée suisse, dans le cadre de la Promotion militaire de la paix, contribue au déminage humanitaire au sein de missions de l’ONU. Elle fournit notamment du personnel pour assurer des tâches de conseillers dans la logistique et la technique ou encore à titre de spécialiste IMSMA (en anglais : Information management system for mine action) ou des spécialistes de l’élimination de munitions non explosées.

## Méthodes
Les principales méthodes de déminage sont les suivantes :

### Déminage manuel

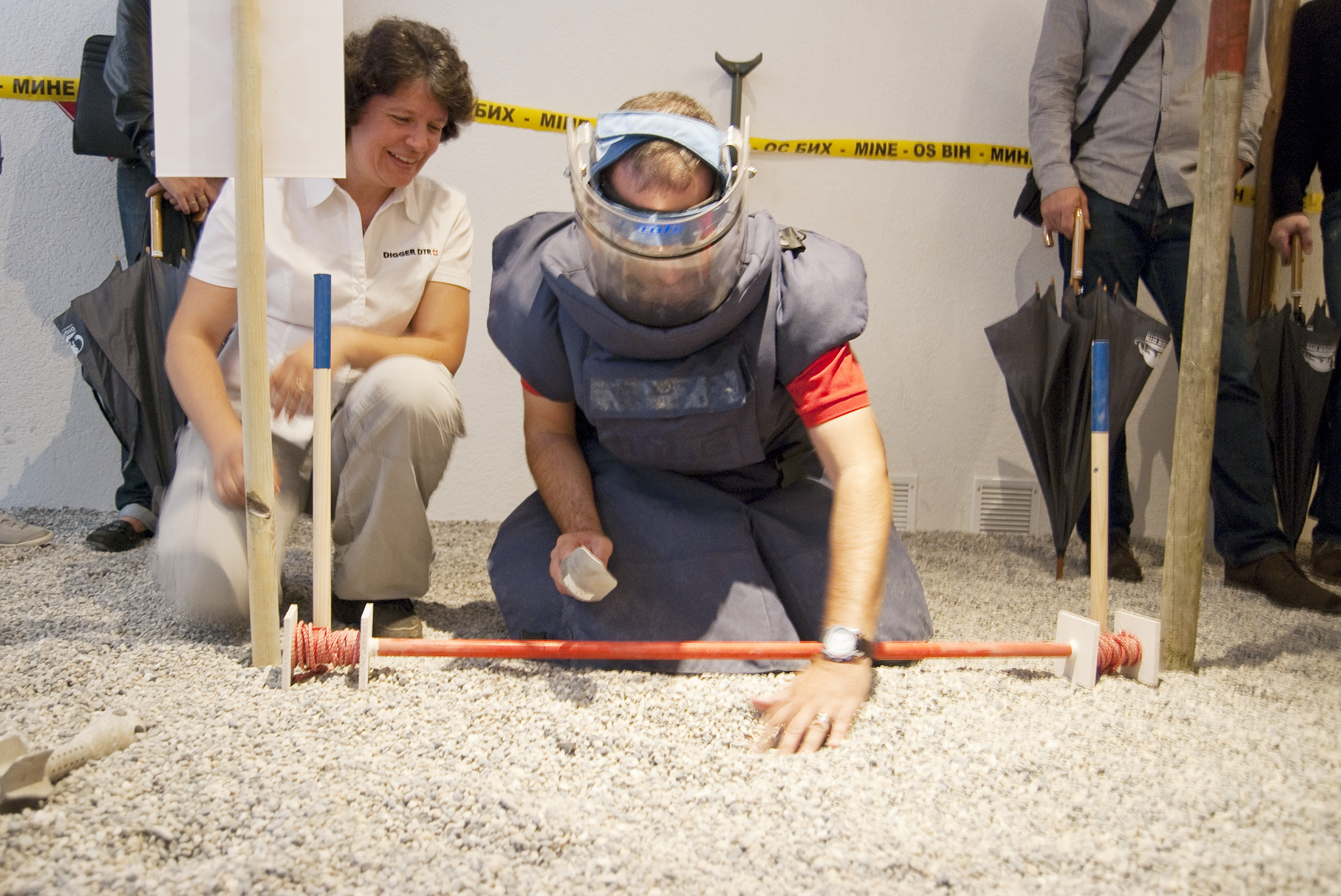
Exercice de déminage manuel.

Le déminage manuel utilise un détecteur de métaux pour trouver l'engin, puis excavation manuelle et destruction.

### Déminage mécanique

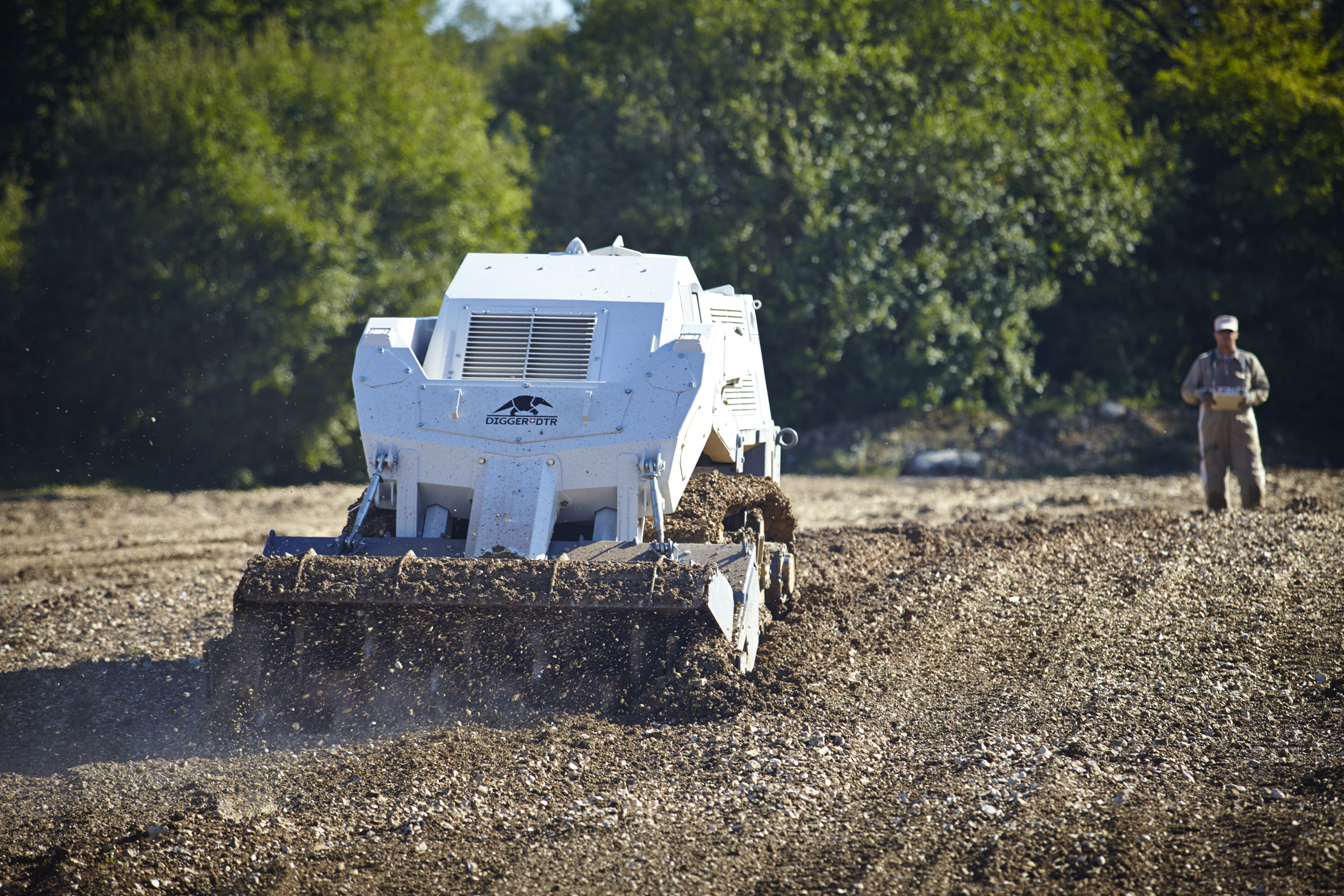
Déminage mécanique avec le DIGGER D-250_3.

Le déminage mécanique utilise des débroussailleuses, des engins à rouleau à disques (comme le BOXTER de BOMAG) et fléaux rotatifs (comme le Digger DTR), surtout en appui du déminage manuel. L'utilisation d'appareils mécaniques permet de réduire des risques pour les démineurs, et de réduire considérablement le temps nécessaire pour le traitement d'une zone dangereuse (pour autant que le terrain permette l'utilisation d'un tel engin) ;

### Déminage avec des animaux

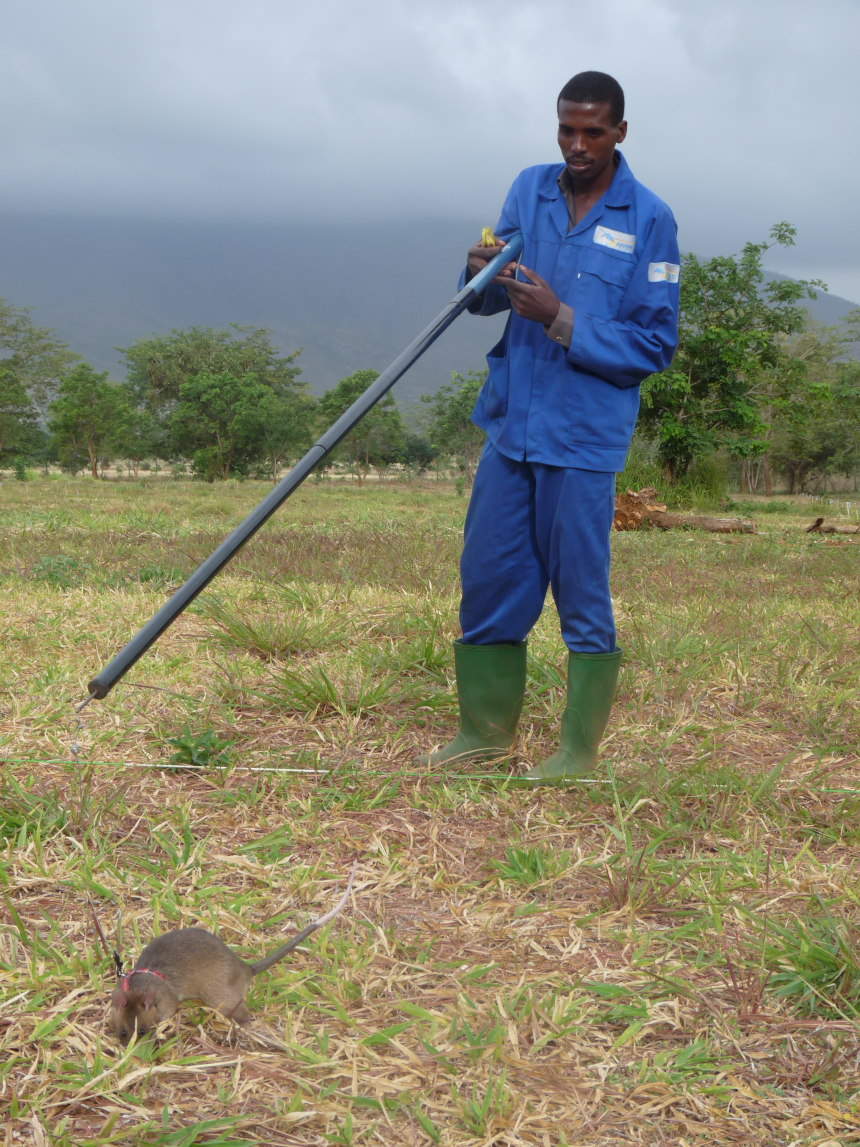
Un HeroRAT trouve une mine terrestre sur un terrain d'entraînement à Morogoro, en Tanzanie.

Le déminage avec des animaux utilise notamment les chiens ou les rats. Certaines ONG comme APOPO utilisent des rats Cricetomys gambianus pour détecter les mines grâce à leur odorat, après un dressage spécifique. Il s'agit uniquement de la détection de mines par des animaux spécialement entrainés. Cette méthode est parfois utilisée pour le contrôle de qualité et en appui du déminage manuel.